# 物質の状態の一覧
物質の状態の一覧（ぶっしつのじょうたいのいちらん）は、物質の状態を一覧にしたものである。
通常の物質の状態は、圧力と温度によって区別され、周囲の環境が変わると、融解や凝固のように、相を変えることができる。
一覧は、おおまかにエネルギー密度が濃くなるように並んでいる。
- 低エネルギー状態
  - 量子ホール効果
  - 量子スピンホール効果
  - ボース＝アインシュタイン凝縮
  - フェルミ凝縮
  - 超流動
  - 超流動固体
- 固体
  - アモルファス
    - ガラス状態
    - ゴム状態

  - 結晶
    - 柔粘性結晶
- String-net liquid
- 液体
  - 液晶
- 気体
- 超臨界流体
- プラズマ
- 縮退
  - 電子縮退
  - 中性子縮退
  - ストレンジ物質
- 超高エネルギー状態
  - クォークグルーオンプラズマ
  - Weakly symmetric matter
  - Strongly symmetric matter

一般相対性理論から予測される、ブラックホールの中心などの重力特異点では、物質はいずれの状態も取らない。